# Belgeard

Belgeard este o comună în departamentul Mayenne, Franța. În 2009 avea o populație de 528 de locuitori.